# Ignacio Calderón
Pour les articles homonymes, voir Calderón.
Ignacio « Cuate » Calderón (né le 6 décembre 1943 à Guadalajara) est un footballeur mexicain. Il était le gardien de but de Guadalajara et de l'équipe nationale du Mexique où il a succédé au légendaire gardien Antonio Carbajal. Calderón a notamment disputé 6 matches de phase finale de coupe du monde (2 lors du Mondial 66 et 4 lors de la coupe du monde 1970 organisée au Mexique). Il totalise 60 sélections entre 1965 et 1974.